# Kazimierz Czyhiryn
Kazimierz Czyhiryn (ur. 30 maja 1898 w Koziatynie, zm. 1940 w ZSRR) – kapitan piechoty Wojska Polskiego, ofiara zbrodni katyńskiej.

## Życiorys
Urodził się 30 maja 1898 w Koziatynie jako syn Antoniego. 
Po odzyskaniu przez Polskę niepodległości został przyjęty do Wojska Polskiego. Uczestniczył w wojnie polsko-bolszewickiej. Od 1921 służył w 31 pułku piechoty, stacjonującym w garnizonie Łódź. W stopniu podporucznika był adiutantem mjr. Wacława Zbrowskiego. Został awansowany do stopnia porucznika piechoty ze starszeństwem z dniem 1 czerwca 1919. W 1923, 1924 był oficerem 30 pułku piechoty. W latach 20. został adiutantem dowódcy 10 Dywizji Piechoty, gen. Stanisława Małachowskiego. Później ponownie przydzielony do macierzystej jednostki w Łodzi. Później ponownie służył w macierzystym pułku, po czym od 1930 przeniesiony do Dowództwa Okręgu Korpusu nr IV w Łodzi, gdzie wpierw pracował w wydziałach, a potem został raz jeszcze adiutantem gen. Małachowskiego, wówczas dowódcy Okręgu Korpusu nr IV. Został awansowany na stopień kapitana piechoty ze starszeństwem z dniem 1 stycznia 1931. Po odejściu gen. Małachowskiego, od sierpnia 1934 kpt. Czyhiryn został adiutantem następcy na tym stanowisku w Łodzi, gen. Władysława Langnera. Po jego przeniesieniu na analogiczne stanowisko dowódcy Okręgu Korpusu nr VI we Lwowie od lutego 1938 Czyhiryn wraz z nim przeniósł się do Lwowa pozostając jego adiutantem. W okresie służby po 17 latach pobytu w Łodzi, kapitan Czyhiryn stał się jedną z najpopularniejszych osób w mieście, postacią powszechnie rozpoznawalną i darzoną sympatią mieszkańców. Był honorowany odznaczeniami. Według stanu z marca 1939 pełnił funkcję oficera ordynansowego dowódcy OK nr VI.
Po wybuchu II wojny światowej w trakcie kampanii wrześniowej, po agresji ZSRR na Polskę z 17 września 1939, oraz podczas obrony Lwowa 22 września był w składzie polskiej delegacji (poza nim gen. W. Langner, płk Bronisław Rakowski) na spotkaniu w Winnikach z przedstawicielami Armii Czerwonej, pełniąc funkcję tłumacza. Później został aresztowany przez funkcjonariuszy NKWD i zamordowany przez NKWD prawdopodobnie na wiosnę 1940. Jego nazwisko znalazło się na tzw. Ukraińskiej Liście Katyńskiej opublikowanej w 1994 (został wymieniony na liście wywózkowej 72/2-4 oznaczony numerem 3216; jego tożsamość została podana jako Kazimierz Czychiryn). Ofiary tej zbrodni zostały pochowane na otwartym w 2012 Polskim Cmentarzu Wojennym w Kijowie-Bykowni.

## Ordery i odznaczenia
- Krzyż Walecznych
- Srebrny Krzyż Zasługi (19 marca 1937)[13][14]
- Medal Pamiątkowy za Wojnę 1918–1921
- Medal Dziesięciolecia Odzyskanej Niepodległości